# Access (entreprise)
Pour les articles homonymes, voir Access.
ACCESS (株式会社) (TSE : 4813), fondé en 1984 à Tokyo, Japon, est une société qui fournit des logiciels pour des systèmes embarqués comme les téléphones portables, PDA, console de jeux vidéo et Set-top box.

## Histoire
La société a été reconnue grâce à son Navigateur web NetFront qui a été déployé sur plus de 200 millions d'équipements à partir de novembre 2005, et a été largement utilisé comme élément principal du service i-mode de NTT DoCoMo au Japon. Il est aussi utilisé sur Sony PSP et PlayStation 3 comme Navigateur web.
En septembre 2005, ACCESS achète PalmSource, qui est propriétaire de Palm OS et BeOS. Elle édite alors Access Linux Platform.
En mars 2006, ACCESS rachète la société IP Infusion pour distribuer sa solution ZebOS.